# Cristian Ianu
Cristian Florin Ianu (n. 16 octombrie 1983, Timișoara, România) este un fotbalist român care evoluează la echipa elvețiană FC Luzern pe postul de atacant.

## Carieră
A debutat pentru UTA Arad în Liga I pe 18 septembrie 2002 într-un meci pierdut împotriva echipei Progresul București.

## Titluri
| Sezon   | Club     | Titlu   |
| ------- | -------- | ------- |
| 2001-02 | UTA Arad | Liga II |